# Crosslauf-Weltmeisterschaften 2009
Die 37. Crosslauf-Weltmeisterschaften (offiziell 37th IAAF World Cross Country Championships 2009) fanden am 28. März 2009 in Amman (Jordanien) statt.

## Kurs
Auf dem Gelände des Al Bisharat Golf Club war eine Schleife von 1500 m und ca. 30 Höhenmetern eingerichtet worden, die sich auf 2000 m verlängern ließ. Hinzu kam ein Startbereich von 200 m und ein Zielstück von 300 m. Die Männer bewältigten 12 km, die Frauen und Junioren 8 km und die Juniorinnen 6 km.

## Wettkämpfe
Die Wettbewerbe bestanden aus jeweils einem Rennen für Männer, für Frauen, für Junioren und für Juniorinnen, jedes mit einer eigenen Teamwertung, bei der die Platzierungen der jeweils besten vier Läufer addiert wurden. Die Erwachsenenrennen waren mit insgesamt 280.000 Dollar Preisgeld dotiert, wovon die Einzelsieger jeweils 30.000 Dollar und die siegreichen Teams 20.000 Dollar bekamen.
Bei den Männern setzte sich Gebregziabher Gebremariam im Schlussspurt am letzten Anstieg durch und errang den Sieg. Es war seine fünfte Einzel- und seine zehnte Teammedaille. Er ist nach seinem Landsmann Kenenisa Bekele erst der zweite Läufer, der sowohl bei den Junioren wie bei den Senioren den Crosslauf-WM-Titel gewonnen hat. In der Mannschaftswertung gewann Kenia ganz knapp vor Äthiopien; wegen der Punktegleichheit gab die Platzierung des jeweils vierten Läufers der Teams den Ausschlag.
Während die kenianischen Männer nun seit 1999 vergeblich auf einen Einzeltitel warten, gelang bei den Frauen Florence Jebet Kiplagat der erste kenianische Einzelsieg seit 1995. Kiplagat setzte sich ebenfalls auf dem Anstieg zum Ziel gegen ihre lange führende Landsfrau Linet Chepkwemoi Masai durch. Die Neuseeländerin Kimberley Smith, die in der ersten Hälfte des Rennens das Tempo bestimmt hatte, kam als schnellste nicht aus Afrika stammende Läuferin auf Platz 13.

## Ergebnisse

### Männer

#### Einzelwertung
| Platz | Athlet                    | Land | Zeit (min) |
| ----- | ------------------------- | ---- | ---------- |
| 1     | Gebregziabher Gebremariam | ETH  | 35:02      |
| 2     | Moses Ndiema Kipsiro      | UGA  | 35:04      |
| 3     | Zersenay Tadese           | ERI  | 35:04      |
| 4     | Leonard Patrick Komon     | KEN  | 35:05      |
| 5     | Habtamu Fikadu            | ETH  | 35:06      |
| 6     | Mathew Kipkoech Kisorio   | KEN  | 35:08      |
| 7     | Mark Kosgey Kiptoo        | KEN  | 35:11      |
| 8     | Chakir Boujattaoui        | MAR  | 35:12      |

Von 153 gemeldeten Athleten gingen 145 an den Start und erreichten 137 das Ziel. 
Als einziger Teilnehmer aus einem deutschsprachigen Land kam der Deutsche Sebastian Hallmann auf den 104. Platz (39:29).

#### Teamwertung
| Platz | Land und Athleten                                                                            | Gesamtpunktzahl und Einzelplatzierung |
| ----- | -------------------------------------------------------------------------------------------- | ------------------------------------- |
| 1     | Kenia Leonard Patrick Komon Mathew Kipkoech Kisorio Mark Kosgey Kiptoo Moses Cheruiyot Mosop | 28 04 06 07 11                        |
| 2     | Äthiopien Gebregziabher Gebremariam Habtamu Fikadu Hunegnaw Mesfin Feyisa Lilesa             | 28 01 05 10 12                        |
| 3     | Eritrea Zersenay Tadese Teklemariam Medhin Samuel Tsegay Samson Kiflemariam                  | 50 03 09 16 22                        |

Insgesamt wurden 19 Teams gewertet.

### Frauen

#### Einzelwertung
| Platz | Athletin                | Land | Zeit (min) |
| ----- | ----------------------- | ---- | ---------- |
| 1     | Florence Jebet Kiplagat | KEN  | 26:13      |
| 2     | Linet Chepkwemoi Masai  | KEN  | 26:16      |
| 3     | Meselech Melkamu        | ETH  | 26:19      |
| 4     | Lineth Chepkurui        | KEN  | 26:23      |
| 5     | Wude Ayalew             | ETH  | 26:23      |
| 6     | Hilda Kibet             | NED  | 26:43      |
| 7     | Ann Karindi Mwangi      | KEN  | 26:49      |
| 8     | Gelete Burka            | ETH  | 26:58      |

Von 97 gemeldeten Athletinnen gingen 96 an den Start und erreichten 88 das Ziel.

#### Teamwertung
| Platz | Land und Athletinnen                                                                     | Gesamtpunktzahl und Einzelplatzierung |
| ----- | ---------------------------------------------------------------------------------------- | ------------------------------------- |
| 1     | Kenia Florence Jebet Kiplagat Linet Chepkwemoi Masai Lineth Chepkurui Ann Karindi Mwangi | 14 01 02 04 07                        |
| 2     | Äthiopien Meselech Melkamu Wude Ayalew Gelete Burka Mamitu Daska                         | 28 03 05 08 12                        |
| 3     | Portugal Ana Dulce Félix Sara Moreira Ana Dias Analía Rosa                               | 72 15 16 19 22                        |

Insgesamt wurden zwölf Teams gewertet.

### Junioren

#### Einzelwertung
| Platz | Athlet                 | Land | Zeit (min) |
| ----- | ---------------------- | ---- | ---------- |
| 1     | Ayele Abshero          | ETH  | 23:26      |
| 2     | Titus Kipjumba Mbishei | KEN  | 23:30      |
| 3     | Moses Kibet            | UGA  | 23:35      |

Alle 121 gemeldeten Athleten gingen an den Start. 117 von ihnen erreichten das Ziel.

#### Teamwertung
| Platz | Land und Athleten                                                                      | Gesamtpunktzahl und Einzelplatzierung |
| ----- | -------------------------------------------------------------------------------------- | ------------------------------------- |
| 1     | Kenia Titus Kipjumba Mbishei Paul Kipngetich Tanui Japhet Kipyegon Korir John Kipkoech | 20 02 04 05 09                        |
| 2     | Äthiopien Ayele Abshero Atalay Yirsaw Gashaw Biftu Debebe Woldsenbet                   | 22 01 06 07 08                        |
| 3     | Eritrea Goitom Kifle Mulue Andom Nassir Dawud Merhawi Tadesse                          | 72 14 18 19 21                        |

Insgesamt wurden 18 Teams gewertet.

### Juniorinnen

#### Einzelwertung
| Platz | Athletin           | Land | Zeit (min) |
| ----- | ------------------ | ---- | ---------- |
| 1     | Genzebe Dibaba     | ETH  | 20:14      |
| 2     | Mercy Cherono      | KEN  | 20:17      |
| 3     | Jackline Chepngeno | KEN  | 20:27      |

Alle 99 gemeldeten Athletinnen gingen an den Start. 95 von ihnen erreichten das Ziel.

#### Teamwertung
| Platz | Land und Athletinnen                                                              | Gesamtpunktzahl und Einzelplatzierung |
| ----- | --------------------------------------------------------------------------------- | ------------------------------------- |
| 1     | Äthiopien Genzebe Dibaba Frehiwat Goshu Sule Utura Emebet Anteneh                 | 18 01 04 06 07                        |
| 2     | Kenia Mercy Cherono Jackline Chepngeno Nelly Chebet Ngeiywo Hilda Chepkemoi Tanui | 18 02 03 05 08                        |
| 3     | Japan Nanaka Izawa Erika Ikeda Asami Katō Aki Otagiri                             | 76 17 18 20 21                        |

Insgesamt wurden 14 Teams gewertet.